# Handball Bundesliga Frauen
Handball Bundesliga Frauen (HBF) ist der Name eines Handballverbands in Deutschland. Der Zusammenschluss der am Spielbetrieb der 1. und 2. Bundesliga teilnehmenden Vereine (14 Erst- und 16 Zweitligisten) ist seit 2003 einer der Mitgliedsverbände im Deutschen Handballbund.

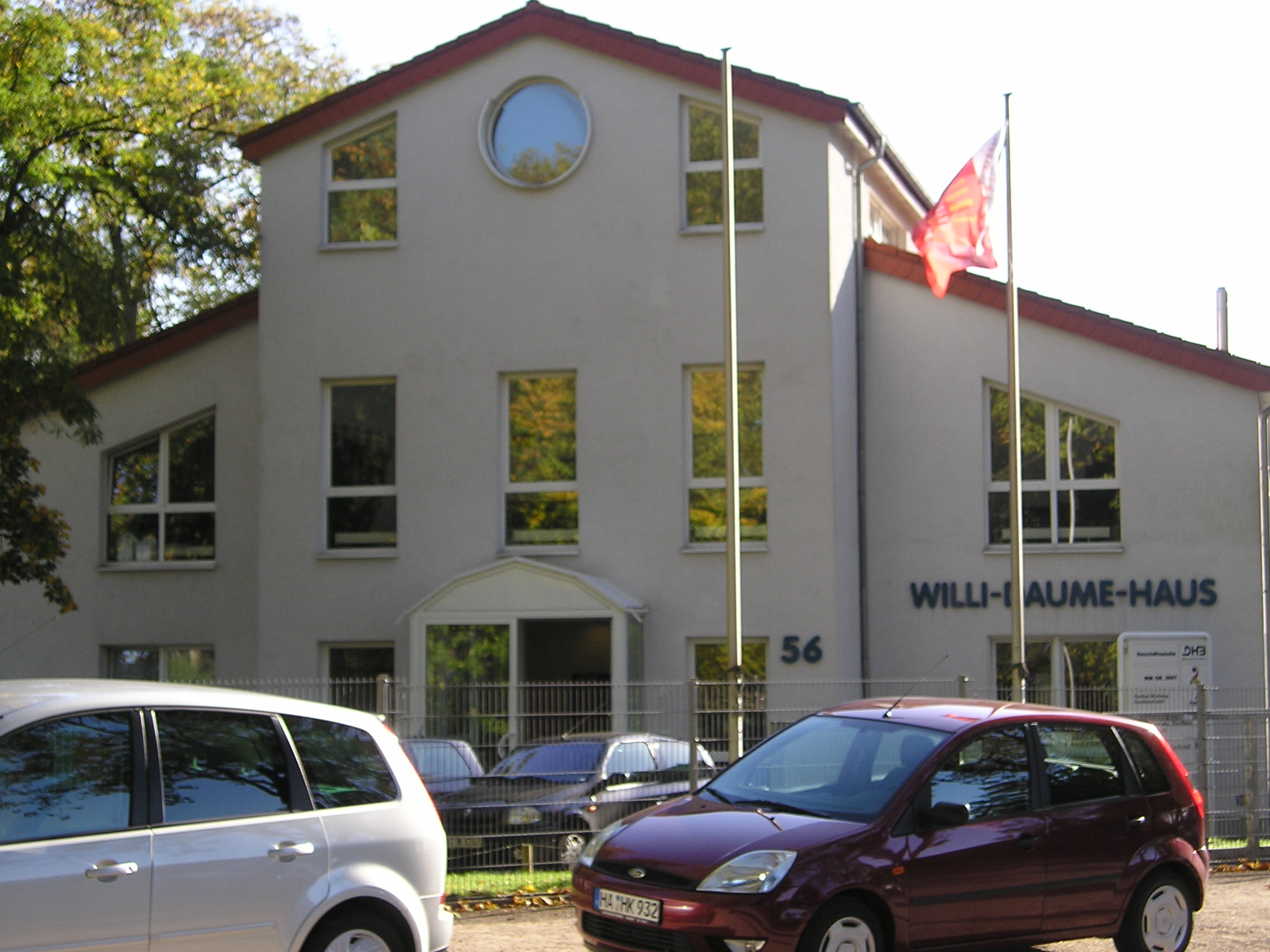
Das Willi-Daume-Haus in Dortmund ist auch der Sitz des HBF

## Geschichte
Im Jahr 1996 wurde der Handball Bundesliga Vereinigung-Frauen e.V. mit Sitz in Dortmund gegründet. Im Jahr 2003 wurde der Verband Handball Bundesliga Frauen einer der Mitgliedsverbände im Deutschen Handballbund (DHB).

## Aufgaben
Die Aufgaben des Verbands Handball Bundesliga Frauen sind die Planung, Organisation und Durchführung des Spielbetriebs der Bundesliga und der 2. Bundesliga sowie des DHB-Pokals und des Supercups der HBF. Auch die Förderung des weiblichen Bereichs im deutschen Handball gehört zu den Aufgaben des Verbands.
Oberstes Organ der HBF ist die Mitgliederversammlung.
Das Schiedsrichter- und Rechtswesen sowie internationale Spielertransfers werden durch entsprechende Organe des DHB abgewickelt. Die Aufgabenverteilung und die damit verbundenen finanziellen Leistungen sind in einem Grundlagenvertrag zwischen DHB und HBF geregelt.